# Seznam osobností Ústí nad Labem
Toto je neúplný seznam osobností spjatých s Ústím nad Labem (německy Aussig an der Elbe).
Seznam zahrnuje osobnosti zde narozené a dále ty, které ve městě působily, ale narodily se jinde. Seznam si nečiní nárok na úplnost.

## Rodáci
Následující osobnosti se narodily v Ústí nad Labem. Seznam je řazen chronologicky podle roku narození. Zda později v Ústí nad Labem také působili, či nikoli, zde není zohledněno.

### Do roku 1900
- Jakub Schwarz (též Jacob či Jacub Schwarz, 1685–1766), stavitel a architekt
- Theresa Concordia Mengs-Maronová (1725–1806), malířka
- Anton Raphael Mengs (1728–1779), malíř, sochař
- Johann von Säxinger (1833–1897), německý lékař
- Horst Hille (1941–2015), německý malíř, grafik a drobný sochař
- Emma Freundlichová (1878–1948), rakouská politička
- Heinrich Müller (1880–1943), československý politik
- Karl Schöppe (1880–1939), německý politik
- Fritz Gärtner (1882–1958), německý malíř, grafik, ilustrátor, sochař a výtvarník plaket
- Walter Ungar (1885–1945), rakouský právník a okresní správce
- Hans Weinmann (1885–1960), československý průmyslník
- Ernst Strohschneider (1886–1918), stíhací pilot
- Ferdinand Cavallar von Grabensprung (1886–1952), starorakouský důstojník a pilot
- Franz Josef Arnold (1888–1962), architekt
- Alfred Kunft (1892–1961), německo-český malíř, kreslíř, grafik a sklář
- Rudolf Sieber (1897–1976), americký filmový producent, ženatý s Marlene Dietrichovou
- Wilhelm Cavallar von Grabensprung (1889–1957), rytíř vojenského řádu Marie Terezie
- Eugen Herbert Kuchenbuch (1890–1985), německý herec, režisér a autor
- Ernst Gustav Doerell (1892–1963), německo-rakouský zemědělský vědec
- Ludwig Merckle (1892–1982), německý podnikatel
- Franz Petschek (1894–1963), člen německo-české podnikatelské dynastie Petschkových
- Anton Bruder (1898–1983), německo-český malíř, grafik, kreslíř a učitel výtvarné výchovy a kresby
- Christoph Klepsch (1898–1990), sudetoněmecký podnikatel a okresní nadlovčí

### 1901 až 1950
- Hermann Papst (1902–1981), německý elektrotechnik
- Heinrich Simbriger (1903–1976) skladatel, hudební teoretik a ředitel archivu
- Martin Glaessner (1906–1989), australský geolog a paleontolog
- Bruno Höhne (1908–1959), německý právník
- Walter Naumann (1910–1997), německo-americký romanista, germanista a komparatista
- Jane Tilden (1910–2002), rakouská herečka
- Arnošt Kreuz (1912–1974), fotbalista
- Hans W. Sachs (1912–2000), patolog, soudní patolog a univerzitní profesor
- Rudolf Houdek (1913–2008), výrobce uzenin a podporovatel sportu
- Walter Tuch (1913–1969), rakouský kameraman, válečný zpravodaj během druhé světové války
- Rolf Thiele (1918–1994), německý režisér, scenárista a filmový producent
- Hanna Kohnerová (1919–1990), přeživší holocaust
- Lilli Hornigová (1921–2017), česko-americká chemička a univerzitní profesorka
- Rudi Nowak (1921–1991), hesenský politik
- Hans Werner Kolben (1922–1945), německojazyčný básník
- Kurt Blecha (1923–2013), úředník SED
- Johanna Döbereiner (1924–2000), zemědělský vědec
- Manfred Rotsch (* 1924), německý inženýr a špión
- Erich Böhme (* 1925), německý stavební inženýr a architekt
- Rüdiger Kollar (1925–2005), učitel a amatérský astronom
- Lore Schretzenmayr (1925–2014), německý genealog
- Ernst R. Hauschka (1926–2012), německý básník
- Erika Stiska (1926–2016), německá herečka
- Peter Musiolek (1927–1991), německý antický historik
- Erika Frieserová (1927–2011), německá klavíristka a univerzitní profesorka
- Günther Herbig (* 1931), německý dirigent
- Isolde Heyneová (1931–2009), německá autorka knih pro děti
- Walter Kittel (1931–2008), státní tajemník
- Hilde Schwarzkopfová (1932–2015), rakouský podnikatel
- Peter Spielmann (1932–2020), česko-německý historik umění, etnograf a ředitel muzea
- Hans Zwiefelhofer (1932–2008), německý jezuita a sociální vědec
- Jiří Hoskovec (1933–2011), psycholog
- Alfred Schickel (1933–2015), německý historik a novinář
- Heinz Edelmann (1934–2009), německý ilustrátor a grafický designér
- Luděk Bukač (1935–2019), hokejista a trenér
- Karl Hoche (* 1936 v OT Schockenstein (Střekov)), německý autor a satirik
- Wolfgang Hromadka (* 1937), německý právník
- Peter Dorn (* 1938), německý grafik a instalační umělec v Regensburgu
- Gerold Wünsch (1938–2010), chemik a univerzitní profesor v Münsteru a Hannoveru
- Roland Tauber (* 1939), německý lékař
- Horst Weiß (1939–2012), německý místní politik a aktivista v mezinárodním porozumění mezi Německem a Polskem
- Horst Förster (1940–2022), německý geograf
- Joachim Heinzl (* 1940), německý inženýr
- Walter Radl (1940–2012), německý vědec Nového zákona
- Friedrich Graf von Westphalen (* 1940), německý právník
- Kurt Kutzler (* 1941), německý matematik
- Sigrid Löfflerová (* 1942), rakouská novinářka a literární kritička
- Franz Simmler (1942–2020), německý germanista
- Ursula Haasová (* 1943), německá spisovatelka a libretistka
- Gert Gudera (* 1943), německý generálporučík ve výslužbě. D
- Klaus Horstmann-Czech (1943–2022), německý sochař
- Klaus Jacob (* 1943), německý veslař
- Kiev Stingl (* 1943), německý rockový hudebník a výtvarník
- Uli Dericksonová (1944–2005), německo-americká letuška
- Heinz Mehlhorn (* 1944), německý zoolog a parazitolog
- Wolfgang Rösler (* 1944), německý klasický filolog
- Bernd Schroeder (1944–2023), německý spisovatel
- Wolfgang Peuker (1945–2001), německý malíř a grafik
- Ivan Dejmal (1946–2008), odborník na životní prostředí, environmentalista a politik
- Petr Hannig (1946–2025), hudební producent a politik
- Bohunka Waageová (* 1948) malířka a grafička
- Jiří Bubla (* 1950), hokejista

### Od roku 1951
- Josef Mladý (1955–2018), herec a bavič
- Arsène Verny (1956–2025), integrační právník a právní vědec
- Ivana Koubek (* 1959), výtvarnice
- Richard Scheufler (* 1964), multiinstrumentalista, sólový zpěvák, skladatel, hudební aranžér, pedagog a producent
- Pavel Hoftych (* 1967), fotbalista a trenér
- Libor Šíma (* 1967), německý hudebník
- Pavel Gross (* 1968), trenér ledního hokeje
- Petr Vršanský (* 1968), mistr Československa v ledním hokeji 1988/89
- Josef Formánek (* 1969), spisovatel a novinář
- Martin Vaniak (* 1970), fotbalový brankář
- Milena Velba (* 1970), erotická modelka
- Martin Štěpánek (* 1971), hokejista
- Jan Čaloun (narozen 1972), hokejista
- Veronika Martínková (Martínek) (* 1972), tenistka
- Lenka Kulovaná (* 1974), krasobruslařka
- Milan Hejduk (* 1976), hokejista
- Kateřina Holubcová (* 1976), biatlonistka
- Filip Ospalý (* 1976), triatlonista
- Jiří Jarošík (* 1977), fotbalista
- Lukáš Slavětínský (* 1981), hokejista
- Jan Kaltenböck (* 1982), česko-rakouský hokejista
- Jan Mertl (* 1982), tenista
- Tomáš Černý (* 1985), fotbalový brankář
- Jiří Borkovec (* 1986), kulturista a NABBA Mr. Universe
- Michal Neuvirth (* 1988), hokejový brankář

## Osoby působící ve městě
- Franz Allers (1905–1995), dirigent v divadle od roku 1933 do roku 1938
- Maria Andergastová (1912–1995), německá herečka
- Jiří Bartoška (1947–2025), herec dlouhodobě půbobící ve zdejším divadle
- Rúni Brattabergová (* 1966), faerská operní pěvkyně
- Friedrich Burmeister (1888–1968), ministr pošt a telekomunikací v NDR
- Ernst Gustav Doerell (1832–1877), v Ústí od roku 1860; Romantický malíř
- Pavel Dostál (1943–2005), český politik a ministr kultury od roku 1998 až do své smrti
- Willibald Gatter (1896–1973), sudetoněmecký výrobce automobilů a letecký inženýr, politik; Návrhář "lidového vozu" Gatter
- Gustav Haensel (1841–1923), podnikatel, radní a čestný občan města Pirny
- Emil Juliš (1920–2006), český básník a výtvarník
- James Krüss (1926–1997), německý básník a spisovatel
- Heinrich Lumpe, zakladatel „Parku ochrany přírody a ptactva“ v Krásném Březně (Schönpriesen)
- Max z Lütgendorff-Leinburgu (1889–1958), konzul, zástupce Institutu pro podporu exportu vídeňské obchodní komory, zástupce Rakouského svazu cestovního ruchu a šéf Vlastivědné fronty v Ústí
- Bohumil Němeček (1938–2010), boxer, olympijský vítěz 1960 v lehké velterové váze, mistr Evropy 1967 ve velterové váze
- Vladimír Páral (* 1932), jeden z nejúspěšnějších českých spisovatelů současnosti
- Ignaz Petschek (1857–1934), podnikatel a mecenáš
- Leopold Pölzl, disident a starosta města
- Josef Reiner (1863–1931), malíř
- Adrian Ludwig Richter (1803–1884), německý romantický malíř
- Martin Scherber (1907–1974), německý hudební pedagog a skladatel
- Christoph Schindler (1596–1669), německý právník a duchovní, místní jáhen
- Gretl Schörgová (1914–2006), rakouská operetní zpěvačka a herečka
- Adalbert Seifriz (1902–1990), německý politik (CDU/West)
- Rita Streichová (1920–1987), jedna z nejvýznamnějších německých koloraturních sopranistek poválečného období
- Viktor Ullmann (1898–1944), skladatel, dirigent a klavírista
- Franz Josef Umlauft (1883–1960), vedoucí ústeckého městského archivu, okresní kurátor Národního památkového úřadu, zakladatel „Ústředí pro výzkum sudetoněmeckých rodin“, zakladatel „Německého spolku pro místní Historický výzkum a místní školství ČSR“